# کوسه پرخار
کوسه پُرخار (نام علمی: Echinorhinus cookei) نام یک گونه از راسته خاردارکوسه‌سانان است.